# Pycnanthemum californicum
Pycnanthemum californicum är en kransblommig växtart som beskrevs av John Torrey och Théophile Alexis Durand. Pycnanthemum californicum ingår i släktet Pycnanthemum och familjen kransblommiga växter. Inga underarter finns listade i Catalogue of Life.